# جنگل‌های کاج و بلوط ناحیه آتشفشانی
جنگل‌های کاج و بلوط ناحیه آتشفشانی (به اسپانیایی: Trans-Mexican Volcanic Belt pine–oak forests) یک جنگل و منطقهٔ مسکونی در مکزیک است.